# Drätselkommission
Drätselkommission fue el nombre que se le otorgó a la autoridad económica de Estocolmo en 1862. 
Fue encargado de las finanzas dey la financiación de la ciudad. El Drätselkommission consistía en una junta con un gobernador y otros nueve miembros, lo que daba un número de diez miembros. Fue sustituido por el Kommunreformen en 1863 por un drätselnämnd.